# 熊本県立苓明高等学校
熊本県立苓明高等学校（くまもとけんりつ れいめい こうとうがっこう）は熊本県天草市本渡町本戸馬場に所在した高等学校。

## 設置学科
- 全日制
  - 普通科
  - 商業科
  - 園芸科学科
  - 食品科学科
  - 生活情報科

## 沿革
- 1920年（大正9年） 前身の熊本県立天草実業学校
- 1923年（大正12年） 熊本県立天草農業学校に改称
- 1948年（昭和23年） 熊本県立天草農業高等学校に改称
- 1991年（平成3年） 普通科、商業科設置
- 1993年（平成5年） 熊本県立苓明高等学校に改称、農業科廃止、園芸科学科、食品科学科、生活情報科設置
- 2015年（平成27年）募集停止。熊本県立河浦高等学校園芸科学科、熊本県立苓洋高等学校と統合し熊本県立天草拓心高等学校となる。
- 2017年（平成29年）閉校。

## 部活動

### 体育系
- サッカー部
- 野球部
- 女子ソフトボール部
- 女子ハンドボール部
- 女子バレーボール部
- 女子バスケットボール部
- 硬式テニス部
- 卓球部
- 弓道部
- ソフトテニス部
- 剣道同好会
- 男子バレーボール同好会
- 柔道同好会
- 陸上同好会
- バドミントン同好会

### 文化系
- 吹奏楽部
- 商業研究部
- 郷土芸能部
- 演劇部
- 被服部
- 食物同好会
- 礼法同好会
- イラスト同好会
- ボランティア愛好会

## 卒業生
- 松原藤好（京都工芸繊維大学名誉教授）
- 小田喜美雄（プロ野球選手）